# Boulette d'Avesnes
La Boulette d'Avesnes (en idioma francés bola de Avesnes) es un queso francés elaborado con maroilles fresco sazonado con perejil, estragón y clavos de olor.
Se presenta con forma cónica (realizada a mano) y recubierto de paprika o urucú, lo que le confiere un color rojo oscuro y un gusto ligeramente acre. El sabor y el olor es nauseabundo, el queso se conserva en una cápsula para que el olor se quede retenido en su interior debido al gran aroma que desprende. 
En ocasiones se lava con cerveza durante el proceso de elaboración.